# Ludwig Kuckuck
Ludwig Wilhelm Kuckuck genannt Walden	(* um 1802 in Lüneburg; † zwischen 1878 und 1880 in Hann. Münden) war ein deutscher Verwaltungsjurist im Königreich Hannover.

## Leben
Ludwig Kuckuck war Sohn des Oberstleutnants Georg Ludwig Kuckuck. Er studierte von 1820 bis Rechtswissenschaften an der Universität Göttingen und wurde dort Mitglied des Corps Hannovera Göttingen. Sodann wechselte er an die Universität Heidelberg und kehrte von dort 1823 noch einmal an die Universität Göttingen zurück. Er trat in den Verwaltungsdienst des Königreichs Hannover ein und wurde zunächst 1825 Auditor in Himmelpforten, dann 1829 Assessor in Alfeld, 1830 in Bilderlahe, 1831 in Dannenberg, 1835 in Fallersleben, 1837 in Woldenberg, 1846 in Harsefeld und 1850 in Horneburg. 1853/1854 war er Amtmann im Amt Gartow. 1856 wurde Ludwig Kuckuck gen. Walden Amtmann des Amtes Uslar. 1862 trat er in den Ruhestand.